# Mike Robertson
Mike Robertson (n. 26 februarie 1985, Edmonton, Alberta, Canada) este un sportiv ce a reprezentat Canada, medaliat olimpic. A participat la o ediție a Jocurilor Olimpice (2010) în care a câștigat o medalie de argint.

## Participări
Lista de mai jos prezintă principalele competiții la care a participat Mike Robertson de-a lungul carierei.
- snowboarding at the 2010 Winter Olympics – men's snowboard cross[*]